# Ozarba costipannosa
Ozarba costipannosa är en fjärilsart som beskrevs av W. Warren 1913. Ozarba costipannosa ingår i släktet Ozarba och familjen nattflyn. Inga underarter finns listade i Catalogue of Life.